# Montgaillard (Aude)
Montgaillard (okzitanisch Montgalhard) ist eine Gemeinde mit 37 Einwohnern (Stand 1. Januar 2022) in Frankreich. Sie liegt im Département Aude in der Region Okzitanien. Die Einwohner der Gemeinde heißen Montgaillardais.

## Lage
Das Gemeindegebiet ist Teil des Regionalen Naturparks Corbières-Fenouillèdes.
Ein Teil der landwirtschaftlichen Flächen dient dem Weinbau und die Weinberge liegen innerhalb der geschützten Herkunftsbezeichnung Corbières. Die Gemeinde wird vom Fluss Torgan durchquert.

## Bevölkerungsentwicklung
| Jahr | Einwohner |
| ---- | --------- |
| 1962 | 57        |
| 1968 | 44        |
| 1975 | 37        |
| 1982 | 34        |
| 1990 | 51        |
| 1999 | 51        |
| 2016 | 45        |